# Şūfī Baleh
Şūfī Baleh (persiska: صوفی بَلِه, صوفی بِلِه, بَلِه, صوفی, صوفی بله) är en ort i Iran.   Den ligger i provinsen Kurdistan, i den nordvästra delen av landet, 400 km väster om huvudstaden Teheran. Şūfī Baleh ligger 1 714 meter över havet och antalet invånare är 270.
Terrängen runt Şūfī Baleh är huvudsakligen kuperad. Şūfī Baleh ligger nere i en dal. Runt Şūfī Baleh är det ganska tätbefolkat, med 60 invånare per kvadratkilometer. Närmaste större samhälle är Shāhīdar, 19,4 km söder om Şūfī Baleh. Trakten runt Şūfī Baleh består i huvudsak av gräsmarker.